# Physoconops gracilior
Physoconops gracilior är en tvåvingeart som först beskrevs av Krober 1915.  Physoconops gracilior ingår i släktet Physoconops och familjen stekelflugor. Inga underarter finns listade i Catalogue of Life.